# Piuma (vulcanologia)
In vulcanologia, la piuma, o nube eruttiva è una nuvola di tefrite e gas che si forma in direzione sottovento rispetto ad un vulcano in eruzione. La colonna verticale di gas e materiale che si innalza direttamente sopra la bocca prende invece il nome di colonna eruttiva.
Le nuvole eruttive possono essere trascinate dai venti per migliaia di chilometri, di solito estendendosi sopra un'area sempre più vasta all'aumentare della distanza dalla sorgente. Nel giro di qualche giorno le nuvole eruttive più grandi possono fare tutto il giro del globo terrestre.